# Reserva Natural do Sapal de Castro Marim e Vila Real de Santo António
Reserva Natural do Sapal de Castro Marim e Vila Real de Santo António (Naturreservatet Salta våtmarker i Castro Marim och Vila Real de Santo António) är ett 2300,0 hektar stort naturreservat beläget i sydöstra delen av distriktet Faro i södra Portugal, intill floden Guadiana som utgör gränsen mot Spanien.
Naturreservatet bildades 1975 och omfattar flera salta våtmarker, vattendrag med bräckt vatten, saliner och översvämningsområden som utsträcker sig över delar av kommunerna Castro Marim och Vila Real de Santo António.